# Neosciomyza anhecta
Neosciomyza anhecta är en tvåvingeart som först beskrevs av Steyskal 1978.  Neosciomyza anhecta ingår i släktet Neosciomyza och familjen Helosciomyzidae. Inga underarter finns listade i Catalogue of Life.